# Robert Bernard Martin
Robert Bernard Martin (11 septembre 1918–29 novembre 1999) est un universitaire et biographe américain, spécialisé dans la littérature victorienne. Sous le pseudonyme de Robert Bernard, il a également publié un roman.

## Biographie
Robert Bernard Martin est né le 11 septembre 1918 à La Harpe, dans l'Illinois, de Carl et Maggie Martin. Il est diplômé du lycée de Davenport et reçoit son AB summa cum laude de l'Université de l'Iowa en 1943. Pendant la Seconde Guerre mondiale, il sert dans les forces aériennes de l'armée américaine en Italie et en France. Il est professeur d'anglais à l'Université de Princeton de 1951 à 1975, date à laquelle il prend sa retraite à Oxford.
Martin publie plusieurs livres sur l'époque victorienne, notamment des biographies d'Alfred Tennyson, de Gerard Manley Hopkins et d'Edward Fitzgerald. Sa biographie de Tennyson lui vaut le Prix James-Tait-Black et le prix Duff Cooper.
En plus de ses travaux universitaires, Martin est également l'auteur d'un mystère intelligent et humoristique intitulé Deadly Meeting. Sans doute pour éviter de semer la confusion chez ses lecteurs universitaires, il publie cet ouvrage sous le nom de Robert Bernard. Deadly Meeting se concentre sur les difficultés persistantes de fonctionnement du département d'anglais de la petite université (imaginaire) de Wilton en Nouvelle-Angleterre, conduisant finalement au meurtre de l'un des professeurs. 

## Publications
- Charlotte Brontë's Novels: The Accents of Persuasion (1948)
- The Dust of Combat: A Life of Charles Kingsley (1959)
- Enter Rumour: Four Early Victorian Scandals  (1962)
- Victorian Poetry; Ten Major Poets: Tennyson, Browning, Arnold, Meredith, D. G. Rossetti, Christina Rossetti, Swinburne, Hardy, Hopkins, Housman (1964)
- Deadly Meeting (1970) de Robert Bernard
- The Triumph of Wit: A Study of Victorian Comic Theory (1974)
- Tennyson: The Unquiet Heart (1980)
- With Friends Possessed: A Life of Edward FitzGerald (1985)
- Gerard Manley Hopkins: A Very Private Life (1991)